# Thylacoleo carnifex
Lion marsupial
Espèce
Le lion marsupial (Thylacoleo carnifex) est une espèce fossile de mammifères marsupiaux carnivores qui a vécu en Australie, au cours du Pléistocène (il y a 1 600 000 à 46 000 ans). Malgré son nom, il n'est pas proche du lion, mais fait partie de l'ordre des Diprotodontia, l'un des groupes taxonomiques des Australidelphia.

## Description

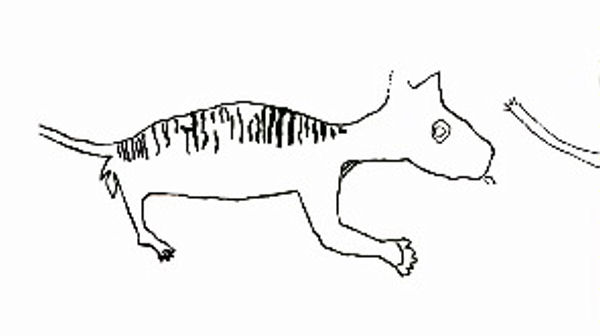
Art pariétal découvert en 2008 dans une grotte de Kimberley en Australie, représentant probablement un T. carnifex.

Il s'agit de l'un des plus grands carnivores métathériens avec Thylacosmilus et Borhyaena. Les individus mesuraient jusqu'à environ 75 centimètres au garrot et environ 1,5 mètre de la tête à la queue. Les mesures prises à partir d’un certain nombre de spécimens montrent qu’ils avaient une masse entre 101 et 130 kg, bien que des individus pesant de 124 à 160 kg n’eussent peut-être pas été rares, la masse estimée la plus lourde étant entre 128 et 164 kg. Cela le rendrait comparable aux lions femelles et aux tigres femelles actuelles. 
L'animal était extrêmement robuste avec des mâchoires puissamment construites et des membres antérieurs très forts. Il possédait des griffes rétractables, un trait unique chez les marsupiaux. Cela aurait permis aux griffes de rester affûtées en les protégeant de l'usure sur des surfaces dures. Les griffes étaient bien adaptées pour attraper des proies et grimper aux arbres. Les premiers doigts (pouces) de chaque main étaient semi-opposables et portaient une griffe élargie. Les paléontologues pensent que cela aurait été utilisé pour attaquer sa proie espérée, ainsi que pour donner une assise sûre sur les troncs et les branches des arbres. Les pattes postérieures avaient quatre orteils fonctionnels, le premier doigt étant de taille très réduite, mais possédant un coussinet rugueux semblable à celui des possums, ce qui aurait pu aider à l'escalade. La découverte en 2005 d'un spécimen comprenant des pieds arrière complets a fourni la preuve que le lion marsupial présentait une syndactylie (deuxième et troisième orteils fusionnés) comme les autres diprotodontes. 
L'arrière-train du lion marsupial était également bien développé, bien que dans une moindre mesure que l'avant de l'animal. Les restes de l'animal montrent qu'il avait une queue relativement épaisse et forte et que les vertèbres avaient des chevrons sur le dessous, là où la queue devait toucher le sol. Ceux-ci auraient servi à protéger des éléments critiques tels que les nerfs et les vaisseaux sanguins si l'animal utilisait sa queue pour se soutenir sur ses pattes postérieures, un peu comme le font les kangourous actuels. En prenant cette position, ses membres antérieurs seraient libres de s’attaquer à la victime prévue. La découverte de squelettes complets préservant la queue et les clavicules dans la grotte Komatsu, en Australie, dans la ville de Naracoorte et dans la grotte Flight Star, dans la plaine de Nullarbor, indique que le lion marsupial avait une queue épaisse et raide qui représentait la moitié de la longueur de la colonne vertébrale. La découverte de la clavicule indique que le lion marsupial peut avoir eu un type de locomotion similaire au diable de Tasmanie moderne. 

### Relations évolutives
Les ancêtres des Thylacoleonidae seraient des herbivores, ce qui est inhabituel pour les carnivores. Les caractéristiques crâniennes et les caractéristiques arboricoles suggèrent que les thylacoléonidés partagent un ancêtre commun avec les wombats. Cependant, les scientifiques s'accordent pour dire que des caractéristiques plus importantes suggèrent une ascendance vombatiforme. Toutefois, le Microleo récemment découvert est un animal semblable à un possum.

### Dentition

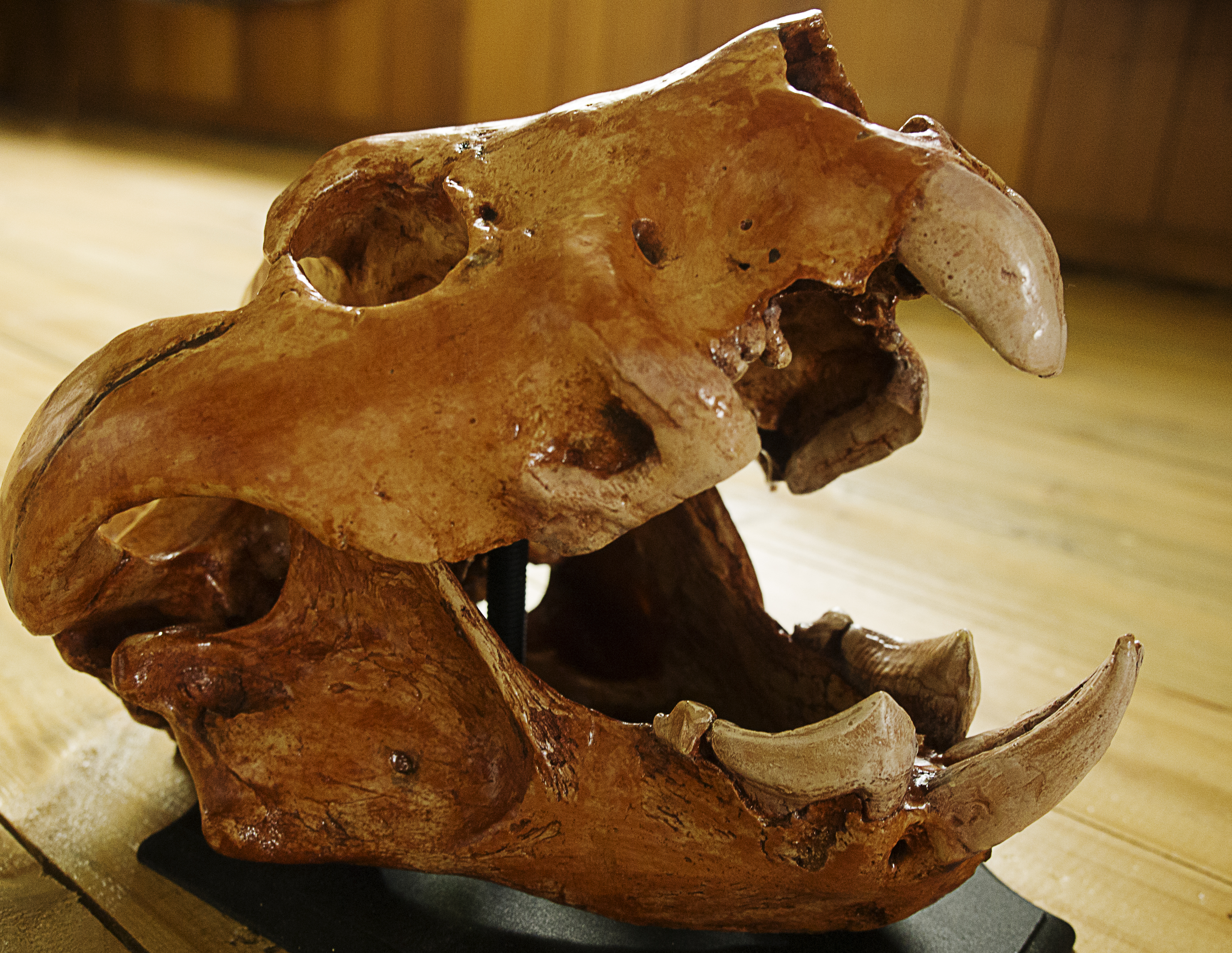
Le crâne de T. carnifex montre clairement des incisives et des prémolaires carnassiales en forme de lame.

Le lion marsupial était un carnivore hautement spécialisé, comme en témoigne sa dentition. Comme les autres diprotodontes, il possédait des incisives élargies à la fois sur la mâchoire supérieure (maxillaire) et inférieure (mandibule). Ces dents (les plus basses en particulier) avaient une forme beaucoup plus semblable à celle des canines pointues des animaux tels que les chiens et les chats que celles des kangourous. La caractéristique la plus inhabituelle de la dentition de la créature était les énormes prémolaires carnassières en forme de lame situées de part et d'autre de la mâchoire. Les carnassières supérieures et inférieurs travaillaient ensemble comme des cisailles et pouvaient très bien réussir à trancher des morceaux de chair de carcasses et à couper des os. 
Le muscle de la mâchoire du lion marsupial était exceptionnellement gros pour sa taille, ce qui lui donnait une morsure extrêmement puissante. Les calculs biométriques montrent que, compte tenu de sa taille, il avait la plus forte morsure de tous les mammifères connus, vivants ou éteints ; un individu de 101 kg aurait eu une morsure comparable à celle d'un lion d'Afrique de 250 kg. Une étude comparative de la force de morsure par rapport à la masse corporelle des espèces fossiles et modernes a révélé que la plus grande force relative exercée par les mâchoires aurait été cette espèce et Priscileo roskellyae. En utilisant une modélisation 3D basée sur des tomographies par rayons X, les lions marsupiaux se sont avérés incapables d’utiliser la morsure suffocante prolongée typique des grands félins vivants. Au lieu de cela, ils avaient une morsure extrêmement efficace et unique; les incisives auraient été utilisées pour poignarder et percer la chair de leur proie, tandis que les carnassières plus spécialisées écrasaient la trachée-artère, sectionnaient la moelle épinière et lacéraient les principaux vaisseaux sanguins tels que la carotide et la veine jugulaire. Comparé à un lion d'Afrique qui peut prendre 15 minutes pour tuer une grosse prise, le lion marsupial pouvait tuer un gros animal en moins d'une minute. Le crâne était tellement spécialisé pour le gros gibier qu'il était inefficace pour attraper des animaux plus petits, ce qui a probablement contribué à son extinction,.

## Comportement

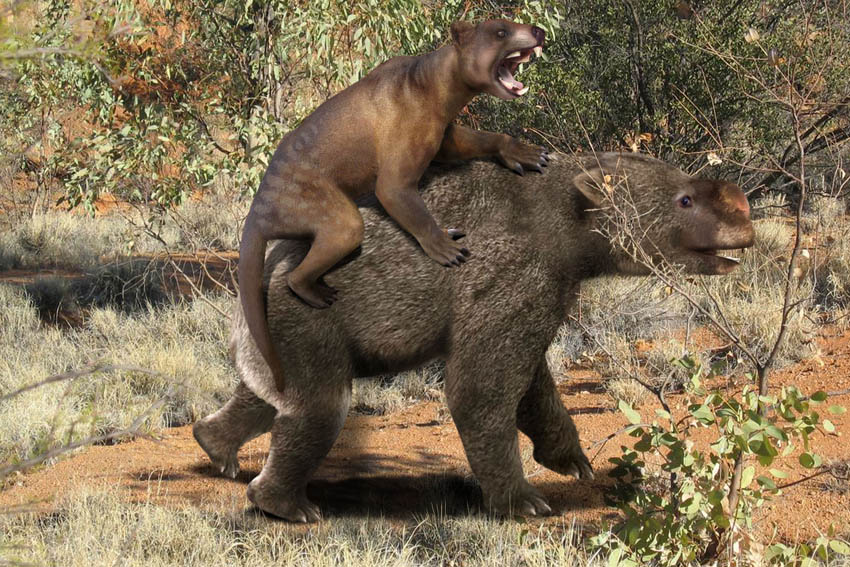
Thylacoleo carnifex chassant un Diprotodon.

Les proportions des membres du lion marsupial et la distribution de la masse musculaire indiquent que, bien que ce soit un animal puissant, ce n'était pas un coureur particulièrement rapide. Les paléontologues supposent qu'il s'agissait d'un prédateur en embuscade, se faufilant puis sautant sur sa proie ou tombant sur celle-ci depuis des branches d'arbres en surplomb (comportement qui aurait pu être préservé dans la mémoire tribale et qui fut l'inspiration originelle de l'animal fictif Drop bear, selon une série documentaire de la BBC). Cela correspond à la représentation de l'animal rayé : un camouflage de ce type est nécessaire pour traquer et se cacher dans un habitat largement boisé (comme les tigres) plutôt que de courir à travers des espaces ouverts (comme des lions ). Des traces de fossiles sous forme de marques de griffes et d'os provenant de grottes en Australie occidentale analysées par Gavin Prideaux et al. indiquent que les lions marsupiaux pouvaient également escalader des parois rocheuses et probablement élever leurs petits dans de telles grottes afin de les protéger des prédateurs potentiels. On pense qu'il pouvait avoir chassé de grands animaux tels que le géant Diprotodon et des kangourous géants comme Sthenurus et Procoptodon, et en concurrence avec d'autres animaux prédateurs comme le varan géant, Megalania et crocodiles terrestres tels que Quinkana. Le lion marsupial cachait peut-être sa proie dans les arbres, de la même manière que le guépard moderne. Comme beaucoup de prédateurs, il s’agissait probablement d’un charognard opportuniste, se nourrissant de cadavres d'animaux déjà morts. Les marsupiaux diprotodontes récents, tels que les kangourous, ont peut-être partagé les mêmes comportements, comme creuser des trous peu profonds sous les arbres pour réduire la température corporelle pendant la journée. 
Les tomodensitogrammes d'un crâne bien conservé ont permis aux scientifiques d'étudier les structures internes et de créer un endocaste cérébral montrant les caractéristiques de la surface du cerveau de l'animal. Les lobes pariétaux, le cortex visuel et les bulbes olfactifs du cerveau étaient élargis, indiquant que Thylacoleo avait un bon sens de l'ouïe, de la vue et de l'odorat, comme on pouvait s'y attendre d'un prédateur actif. De plus, une paire de canaux aveugles dans la cavité nasale était probablement associée à la détection de phéromones, comme chez le diable de Tasmanie. Cela indique qu'il avait très probablement des habitudes d'accouplement saisonnières.

## Paléoécologie
Il aurait coexisté avec de nombreux animaux de la mégafaune australienne telles que Diprotodon, les kangourous géants et Megalania, ainsi que des wallabies géantes telles que Protemnodon, le wombat géant Phascolonus et des Genyornis.